# Bioinformática
La bioinformática puede definirse, de manera general, como la aplicación de tecnologías computacionales y la estadística a la gestión y análisis de datos biológicos. Los términos bioinformática, biología computacional, informática biológica y, en ocasiones, biocomputación, son utilizados en muchas situaciones como sinónimos, y hacen referencia a campos de estudios interdisciplinares muy vinculados que requieren el uso o el desarrollo de diferentes técnicas estudiadas universitariamente en la Ingeniería Informática como ciencia aplicada de la disciplina informática. Entre estas pueden destacarse las siguientes: matemática aplicada, estadística, ciencias de la computación, inteligencia artificial, química y bioquímica con las que el Ingeniero Informático soluciona problemas al analizar datos, o simular sistemas o mecanismos, todos ellos de índole biológica, y usualmente (pero no de forma exclusiva) en el nivel molecular. El núcleo principal de estas técnicas se encuentra en la utilización de recursos computacionales para solucionar o investigar problemas sobre escalas de tal magnitud que sobrepasan el discernimiento humano. La investigación en biología computacional se solapa a menudo con la biología de sistemas.
Los principales esfuerzos de investigación en estos campos incluyen el alineamiento de secuencias, la predicción de genes, montaje del genoma, alineamiento estructural de proteínas, predicción de estructura de proteínas, predicción de la expresión génica, interacciones proteína-proteína, y modelado de la evolución.
Una constante en proyectos de bioinformática y biología computacional es el uso de herramientas matemáticas para extraer información útil de datos producidos por técnicas biológicas de alta productividad, como la secuenciación del genoma. En particular, el montaje o ensamblado de secuencias genómicas de alta calidad desde fragmentos obtenidos tras la secuenciación del ADN a gran escala es un área de alto interés. Otros objetivos incluyen el estudio de la regulación genética para interpretar perfiles de expresión génica utilizando datos de chips de ADN o espectrometría de masas.

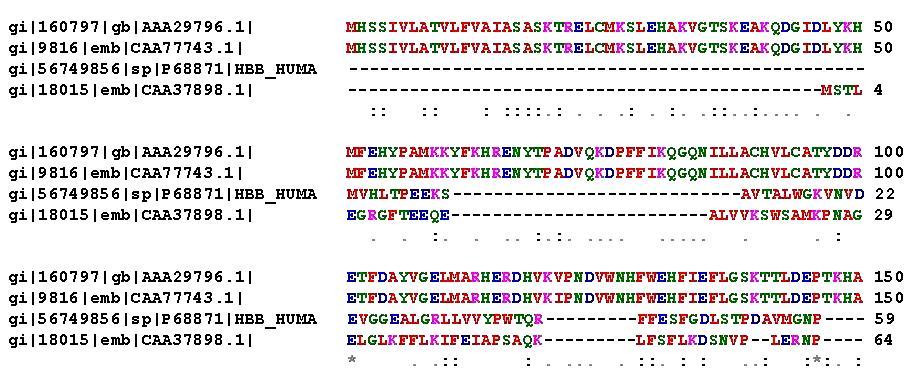
Alineamiento de diferentes proteínas de hemoglobina, realizado con el servicio web para ClustalW implementado en el Instituto Europeo de Bioinformática. El alineamiento de secuencias biológicas es una de las herramientas básicas de la bioinformática.

## Conceptos y alcance
Como se ha avanzado en la introducción, los términos bioinformática, biología computacional y biocomputación son utilizados a menudo como sinónimos, apareciendo con frecuencia en la literatura básica de forma indiferenciada en sus usos comunes. Sin embargo, hay conformadas áreas de aplicación propias de cada término. El NIH (National Institutes of Health, Institutos Nacionales de la Salud de los Estados Unidos), por ejemplo, aún reconociendo previamente que ninguna definición podría eliminar completamente el solapamiento entre actividades de las diferentes técnicas, define explícitamente los términos bioinformática y biología computacional:
- Bioinformática es la investigación, desarrollo o aplicación de herramientas computacionales y aproximaciones para la expansión del uso de datos biológicos, médicos, conductuales o de salud, incluyendo aquellas herramientas que sirvan para adquirir, almacenar, organizar, analizar o visualizar tales datos.
- Biología computacional sería el desarrollo y aplicación de métodos teóricos y de análisis de datos, modelado matemático y técnicas de simulación computacional al estudio de sistemas biológicos, conductuales y sociales.

De esta forma, la bioinformática tendría más que ver con la información, mientras que la biología computacional lo haría con las hipótesis. Por otra parte, el término biocomputación suele enmarcarse en las actuales investigaciones con biocomputadores y, por ejemplo, T. Kaminuma lo define de la siguiente forma:
- Biocomputación es la construcción y uso de computadores que contienen componentes biológicos o funcionan como organismos vivos.[17]

Aparte de las definiciones formales de organismos o instituciones de referencia, los manuales de esta materia aportan sus propias definiciones operativas, lógicamente vinculadas en mayor o menor medida con las ya vistas. Como ejemplo, David W. Mount, en su difundido texto sobre bioinformática, precisa que:

…la bioinformática se centra más en el desarrollo de herramientas prácticas para la gestión de datos y el análisis (por ejemplo, la presentación de información genómica y análisis secuencial), pero con menor énfasis en la eficiencia y en la precisión.

Por otra parte, y según el mismo autor:

…la biología computacional generalmente se relaciona con el desarrollo de algoritmos nuevos y eficientes, que se puede demostrar funcionan sobre un problema difícil, tales como el alineamiento múltiple de secuencias o el montaje (o ensamblado) de fragmentos de genoma.

Por último, se encuentra en ocasiones una categorización explícita de estos conceptos según la cual la bioinformática es una subcategoría de la biología computacional. Por ejemplo, la bióloga Cynthia Gibas anota que:

La bioinformática es la ciencia del uso de la información para entender la biología.  (...)  Hablando estrictamente, la bioinformática es un subconjunto del campo mayor de la biología computacional, (siendo esta última) la aplicación de técnicas analíticas cuantitativas en el modelado de sistemas biológicos.

No obstante, y refiriéndose a su propio texto (Developing Bioinformatics Computer Skills, desarrollo de habilidades computacionales para bioinformática), enseguida pasa a aclarar que:

...pasaremos de bioinformática a biología computacional y viceversa.  Las distinciones entre las dos no son importantes para nuestro propósito aquí.

En muchas ocasiones, por lo tanto, los términos serán intercambiables y, salvo en contextos de cierta especialización, el significado último se mantendrá claro utilizando cualquiera de ellos.

## Historia
En lo que sigue, y además de los hechos relevantes directamente relacionados con el desarrollo de la bioinformática, se mencionarán algunos hitos científicos y tecnológicos que servirán para poner en un contexto adecuado tal desarrollo.
Arrancaremos esta breve historia en la década de los 50 del pasado siglo XX, años en los que Watson y Crick proponen la estructura de doble hélice del ADN (1953), se secuencia la primera proteína (insulina bovina) por F. Sanger (1955), o se construye el primer circuito integrado por Jack Kilby en los laboratorios de Texas Instruments (1958).

### Las primeras décadas: años 60 y 70 delsigloXX
En los años 60, L. Pauling elabora su teoría sobre evolución molecular (1962), y Margaret Dayhoff, una de las pioneras de la bioinformática, publica el primero de los Atlas of Protein Sequences (1965), que tendrá continuidad en años posteriores, se convertirá en una obra básica en el desarrollo estadístico, algunos años más tarde, de las matrices de sustitución PAM, y será precursor de las actuales bases de datos de proteínas. En el área de la tecnología de computadores, se presentan en el ARPA (Advanced Research Projects Agency, agencia de proyectos de investigación avanzados) los protocolos de conmutación de paquetes de datos sobre redes de ordenadores (1968), que permitirán enlazar poco después varios ordenadores de diferentes universidades en EE. UU.: había nacido ARPANET (1969), embrión de lo que posteriormente será Internet.
En 1970 se publica el algoritmo Needleman-Wunsch para alineamiento de secuencias; se establece el Brookhaven Protein Data Bank (1971), se crea la primera molécula de ADN recombinante (Paul Berg, 1972), E. M. Southern desarrolla la técnica Southern blot de localización de secuencias específicas de ADN (1976), comienza la secuenciación de ADN y el desarrollo de software para analizarlo (F. Sanger, software de R. Staden, 1977), y se publica en 1978 la primera secuencia de genes completa de un organismo, el fago Φ-X174 (5.386 pares de bases que codifican 9 proteínas). En ámbitos tecnológicos vinculados, en estos años se asiste al nacimiento del correo electrónico (Ray Tomlinson, BBN, 1971), al desarrollo de Ethernet (protocolo de comunicaciones que facilitará la interconexión de ordenadores, principalmente en redes de ámbito local) por Robert Metcalfe (1973), y al desarrollo del protocolo TCP (Transmission Control Protocol, protocolo de control de transmisión) por Vinton Cerf y Robert Kahn (1974), uno de los protocolos básicos para Internet.

### Años 80
En la década de los 80 se asiste, en diversas áreas, a importantes avances:

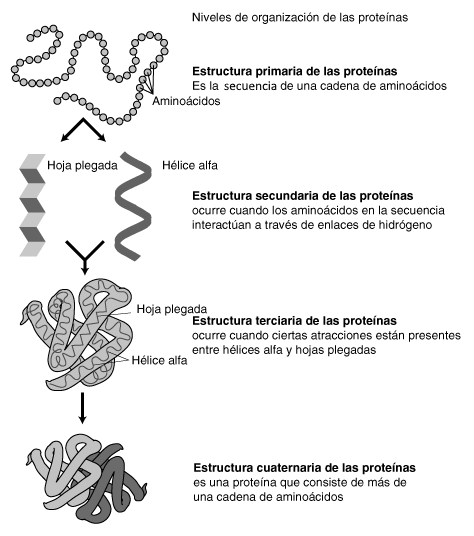
Niveles de estructura de las proteínas. En los primeros ochenta se publica cómo investigar la estructura terciaria mediante RMN; en la siguiente década se desarrollarán métodos para predecir de novo algunas estructuras secundarias.

- Científicos: tras la secuenciación del fago Φ-X174 a finales de la década de los 70, en 1982 F. Sanger consigue la secuenciación del genoma del fago λ (fago lambda) utilizando una nueva técnica, la secuenciación shotgun (secuenciación por perdigonada), desarrollada por él mismo;[37] también entre 1981 y 1982 K. Wüthrich publica el método de utilización de la RMN (Resonancia Magnética Nuclear) para determinar estructuras de proteínas;[38] Ford Doolittle trabaja con el concepto de secuencia motivo (similitudes supervivientes, según las denomina en el resumen de su artículo) en 1981;[39] el descubrimiento en 1983 de la PCR (Polymerase Chain Reaction, reacción en cadena de la polimerasa) lleva a la multiplicación de muestras de ADN, lo que permitirá su análisis;[40] en 1987, D. T. Burke et al. describen el uso de cromosomas artificiales de levadura (YAC, Yeast Artificial Chromosome),[41] y Kulesh et al. sientan las bases de los chips de ADN.[42]

- Bioinformáticos: por lo que se refiere al desarrollo de algoritmos, métodos y programas, aparece el algoritmo Smith-Waterman (1981),[43] el algoritmo de búsqueda en bases de datos de secuencias (Wilbur-Lipman, 1983),[44] FASTP/FASTN (búsqueda rápida de similitudes entre secuencias, 1985),[45] el algoritmo FASTA para comparación de secuencias (Pearson y Lipman, 1988),[46] y comienzan a utilizarse modelos ocultos de Márkov para analizar patrones y composición de las secuencias (Churchill, 1989),[47] lo que permitirá más adelante localizar genes[48] y predecir estructuras proteicas;[49] aparecen importantes bases de datos biológicas (GenBank en 1982, Swiss-Prot en 1986),[50][51] redes que las interconectan (EMBnet en 1988),[52] y se potencian o se crean diferentes organismos e instituciones (EMBL se constituye en 1974 pero se desarrolla durante la década de los 80, NCBI en 1988);[53][54] también en estos años empieza a estudiarse la viabilidad de la Human Genome Initiative (First Santa Fe Conference, 1985), que será anunciada un año después por el Departamento de Energía de los EE. UU. y que pondrá en marcha proyectos piloto para desarrollar recursos y tecnologías críticas; en 1987 el NIH (National Institutes of Health, institutos nacionales de la salud de EE. UU.) comienza aportar fondos a proyectos genoma, mientras que en 1988 arranca la Human Genome Initiative, más conocida finalmente como Human Genome Project (Proyecto Genoma Humano).[14][55]

- Tecnológicos: 1983 verá la aparición del estándar Compact Disc (CD) en su versión para ser leído por un ordenador (Yellow Book);[56] Jon Postel y Paul Mockapetris desarrollan en 1984 el sistema de nombres de dominio DNS, necesario para un direccionamiento correcto y ágil en Internet;[57] en 1987 Larry Wall desarrolla el lenguaje de programación PERL, de amplio uso posterior en bioinformática;[58] y a finales de la década se verán las primeras compañías privadas importantes con actividades vinculadas al genoma, proteínas, bioquímica, etc. (Genetics Computer Group – GCG, Oxford Molecular Group, Ltd.), y que, en general, experimentarán importantes transformaciones años más tarde.[59]

### Años 1990
En los años 1990 asistimos a los siguientes eventos:
- Científicos: en 1991 comienza la secuenciación con EST (Expressed Sequence Tags, marcaje de secuencias expresadas);[60] al año siguiente es publicado el mapa de ligamiento genético (en baja resolución) del genoma humano completo;[61] en 1995 se consigue secuenciar completamente los primeros genomas de bacterias (Haemophilus influenzae, Mycoplasma genitalium, de 1,8 millones de pares de bases -Mbps- y 0,58 Mbps, respectivamente);[62][63] en 1996, y en diferentes pasos (por cromosoma), se hace lo propio con el primer genoma eucariota, el de la levadura (Saccharomyces cerevisiae, con 12 Mbps),[64] así como en 1997 con el genoma de Escherichia coli (4,7 Mbps),[65] en 1998 con el primer genoma de un organismo multicelular (97 Mbp del Caenorhabditis elegans),[66] para terminar la década con el primer cromosoma humano (el 22) completamente secuenciado en 1999 (33,4 Mbps).[67]
- Bioinformáticos: búsqueda rápida de similitudes entre secuencias con BLAST (1990);[68] base de datos de huellas de proteínas PRINTS, de Attwood y Beck (1994);[69] ClustalW, orientado al alineamiento múltiple de secuencias, en 1994,[70] y PSI-BLAST en 1997;[71] a finales de la década se desarrolla T-Coffee, que se publica en 2000.[72] Por lo que se refiere a actividades institucionales y nuevos organismos, tenemos la presentación por parte del DoE y NIH al Congreso de los EE. UU., en 1990, de un plan de esfuerzos conjuntos en el Human Genome Project para cinco años;[73] se crean el Sanger Centre (Hinxton, UK, 1993; ahora Sanger Institute) y el European Bioinformatics Institute (EBI, Hinxton, UK, 1992-1995).[74][75]

- Tecnológicos: Tim Berners-Lee inventa la World Wide Web (1990) mediante aplicación de protocolos de red que explotan las características del hipertexto;[76] en 1991 aparecen los protocolos definitivos de Internet (CERN)[77] y la primera versión del sistema operativo Linux,[78] muy utilizado posteriormente en aplicaciones científicas; en 1998 Craig Venter funda Celera, compañía que perfeccionará la secuenciación por perdigonada de F. Sanger y analizará los resultados con software propio.[79]

### Primeros años delsigloXXI
A destacar que en los años 2000 están culminando múltiples proyectos de secuenciación de genomas de diferentes organismos: en 2000 se publican, entre otros, el genoma de Arabidopsis thaliana (100 Mb) y el de Drosophila melanogaster (180 Mbp). Tras un borrador operativo de la secuencia de ADN del genoma humano del año 2000, en 2001 aparece publicado el genoma humano (3 Gbp). Poco después, en 2003, y con dos años de adelanto sobre lo previsto, se completa el Human Genome Project. Por mencionar algunos de los genomas analizados en los años siguientes, anotaremos que en 2004 aparece el borrador del genoma de Rattus norvegicus (rata), en 2005 el del chimpancé, en 2006 el del macaco rhesus, en 2007 el del gato doméstico, y en 2008 se secuencia por primera vez el genoma de una mujer. Gracias al desarrollo de las técnicas adecuadas, asistimos actualmente a un aluvión de secuenciaciones de genomas de todo tipo de organismos.
En 2003 se funda en España el Instituto Nacional de Bioinformática, soportado por la Fundación Genoma España (fundada, a su vez, un año antes y que pretende constituirse en instrumento del estado para potenciar la investigación en este campo). En 2004, la estadounidense FDA (Food and Drug Administration, agencia para la administración de alimentos y fármacos) autoriza el uso de un chip de ADN por primera vez. En 2005 se completa el proyecto HapMap (catalogación de variaciones genéticas en el ser humano). En 2008 UniProt presenta el primer borrador del proteoma completo del ser humano, con más de veinte mil entradas.
Poco a poco, los primeros programas bioinformáticos se van perfeccionando, y vemos versiones más completas como la 2.0 de ClustalW (reescrito en C++ en 2007).
Un artículo reciente, publicado en una revista revisada por pares, brinda una valiosa historia breve de la bioinformática.

## Principales áreas de investigación

### Análisis de secuencias
Desde que el fago Φ-X174 fue secuenciado en 1977 (secuencia provisional: un año más tarde se publicaría la secuencia completa definitiva), las secuencias de ADN de cientos de organismos han sido decodificadas y guardadas en bases de datos. Esos datos son analizados para determinar los genes que codifican para ciertas proteínas, así como también secuencias reguladoras. Una comparación de genes en una especie o entre especies puede mostrar similitudes entre funciones de proteínas, o relaciones entre especies (uso de filogenética molecular para construir árboles filogenéticos).
Con la creciente cantidad de datos, desde hace mucho se ha vuelto poco práctico analizar secuencias de ADN manualmente. Hoy se usan programas de computadora para estudiar el genoma de miles de organismos, conteniendo miles de millones de nucleótidos. Estos programas pueden compensar mutaciones (con bases intercambiadas, borradas o insertadas) en la secuencia de ADN, para identificar secuencias que están relacionadas, pero que no son idénticas. Una variante de este alineamiento de secuencias se usa en el proceso de secuenciación.
La secuenciación conocida como "shotgun" (o por perdigonada: fue usada, por ejemplo, por el Instituto de Investigación Genómica -The Institute for Genomic Research, TIGR, hoy J. Craig Venter Institute- para secuenciar el primer genoma de bacteria, el Haemophilus influenzae) no da una lista secuencial de nucleótidos, pero en cambio nos ofrece las secuencias de miles de pequeños fragmentos de ADN (cada uno de aproximadamente 600 a 800 nucleótidos de largo). Las terminaciones de estos fragmentos se superponen y, cuando son alineados de la manera correcta, constituyen el genoma completo del organismo en cuestión.
El secuenciamiento shotgun proporciona datos de secuencia rápidamente, pero la tarea de ensamblar los fragmentos puede ser bastante complicada para genomas muy grandes. En el caso del Proyecto Genoma Humano, llevó varios meses de tiempo de procesador (en una estación DEC Alpha de alrededor del 2000) para ensamblar los fragmentos. El shotgun sequencing es el método de elección para todos los genomas secuenciados hoy en día y los algoritmos de ensamblado genómico son un área crítica de la investigación en bioinformática.
Otro aspecto de la bioinformática en análisis de secuencias es la búsqueda automática de genes y secuencias reguladoras dentro de un genoma. No todos los nucleótidos dentro de un genoma son genes. Dentro del genoma de organismos más avanzados, grandes partes del ADN no sirven a ningún propósito obvio. Este ADN, conocido como "ADN basura", puede, sin embargo, contener elementos funcionales todavía no reconocidos. La bioinformática sirve para estrechar la brecha entre los proyectos de genoma y proteoma (por ejemplo, en el uso de secuencias de ADN para identificación de proteínas).

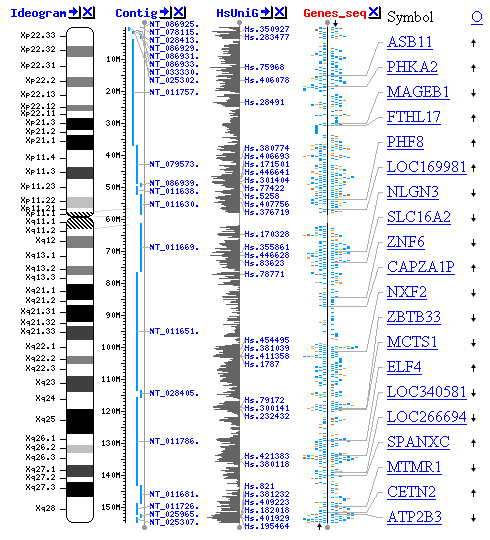
Mapa del cromosoma X del ser humano (extraído de la página web del NCBI). La transcripción del genoma humano es uno de los mayores logros de la bioinformática.

### Anotación de genomas
En el contexto de la genómica, anotación es el proceso de marcado de los genes y otras características biológicas de la secuencia de ADN. El primer sistema software de anotación de genomas fue diseñado en 1995 por Owen White, quien fue miembro del equipo que secuenció y analizó el primer genoma en ser descodificado de un organismo independiente, la bacteria Haemophilus influenzae. White construyó un software para localizar los genes (lugares en la secuencia de DNA que codifican una proteína), el ARN de transferencia, y otras características, así como para realizar las primeras atribuciones de función a esos genes. La mayoría de los actuales sistemas de anotación genómica trabajan de forma similar, pero los programas disponibles para el análisis del genoma se encuentran en continuo cambio y mejora.

### Biología evolutiva computacional
La Biología evolutiva es el estudio del origen ancestral de las especies, así como de su cambio a través del tiempo. La informática ha apoyado a los biólogos evolutivos en diferentes campos clave. Ha permitido a los investigadores:
- Seguir la evolución de un alto número de organismos midiendo cambios en su ADN, en lugar de hacerlo exclusivamente mediante su taxonomía física u observaciones fisiológicas.[39]
- Más recientemente, comparar genomas completos, lo que permite el estudio de eventos evolutivos más complejos, tales como la duplicación de genes, la transferencia horizontal de genes, o la predicción de factores significativos en la especiación bacteriana.[103]
- Construir modelos computacionales complejos de poblaciones para predecir el resultado del sistema a través del tiempo.[104]
- Seguir y compartir información sobre un amplio y creciente número de especies y organismos.

Los esfuerzos futuros se centrarán en reconstruir el cada vez más complejo árbol filogenético de la vida.
El área de investigación de las ciencias de la computación denominada computación evolutiva se confunde ocasionalmente con la Biología evolutiva computacional, pero ambas áreas no guardan relación. Dicho campo se centra en el desarrollo de algoritmos genéticos y otras estrategias de resolución de problemas con una marcada inspiración evolutiva y genética.

### Medición de la biodiversidad
La biodiversidad de un ecosistema puede definirse como el conjunto genómico completo de todas las especies presentes en un medio ambiente particular, sea este una biopelícula en una mina abandonada, una gota de agua de mar, un puñado de tierra, o la biosfera completa del planeta Tierra. Se utilizan bases de datos para recoger los nombres de las especies, así como de sus descripciones, distribuciones, información genética, estado y tamaños de las poblaciones, necesidades de su hábitat, y cómo cada organismo interactúa con otras especies. Se usa software especializado para encontrar, visualizar y analizar la información; y, lo que es más importante, para compartirla con otros interesados. La simulación computacional puede modelar cosas tales como dinámica poblacional, o calcular la mejora del acervo genético de una variedad (en agricultura), o la población amenazada (en biología de la conservación). Un potencial muy excitante en este campo es la posibilidad de preservar las secuencias completas del ADN, o genomas, de especies amenazadas de extinción, permitiendo registrar los resultados de la experimentación genética de la Naturaleza in silico para su posible reutilización futura, aún si tales especies fueran finalmente perdidas.
Pueden citarse, como ejemplos significativos, los proyectos Species 2000 o uBio.

### Análisis de la expresión génica
La expresión génica de muchos genes puede determinarse por la medición de niveles de mRNA mediante múltiples técnicas, incluyendo microarrays de ADN, secuenciación de EST ( Expressed Sequence Tag), análisis en serie de la expresión génica (Serial Analysis of Gene Expression - SAGE), MPSS (Massively Parallel Signature Sequencing), o diversas aplicaciones de hibridación in situ. Todas estas técnicas son extremadamente propensas al ruido y/o sujetas a sesgos en la medición biológica, y una de las principales áreas de investigación en la biología computacional trata del desarrollo de herramientas estadísticas para separar la señal del ruido en los estudios de expresión génica con alto volumen de procesamiento. Estos estudios se usan a menudo para determinar los genes implicados en un desorden: podrían, por ejemplo, compararse datos de microarrays de células epiteliales cancerosas con datos de células no cancerosas para determinar las transcripciones que son activadas o reprimidas en una población particular de células cancerosas.

### Análisis de la regulación
La regulación génica es la compleja orquestación de eventos que comienzan con una señal extracelular tal como una hormona, que conducen a un incremento o decremento en la actividad de una o más proteínas. Se han aplicado técnicas bioinformáticas para explorar varios pasos en este proceso. Por ejemplo, el análisis del promotor de un gen implica la identificación y estudio de las secuencias motivo en los alrededores del ADN de la región codificante de un gen. Estos motivos influyen en el alcance según el cual esa región se transcribe en ARNm. Los datos de expresión pueden usarse para inferir la regulación génica: podrían compararse datos de microarrays provenientes de una amplia variedad de estados de un organismo para formular hipótesis sobre los genes involucrados en cada estado. En un organismo unicelular, podrían compararse etapas del ciclo celular a lo largo de variadas condiciones de estrés (choque de calor, inanición, etc.). Podrían aplicarse, entonces, algoritmos de agrupamiento (algoritmos de clustering, o análisis de cluster) a esa información de expresión para determinar qué genes son expresados simultáneamente. Por ejemplo, los promotores de estos genes se pueden buscar según la abundancia de secuencias o elementos regulatorios.

### Análisis de la expresión de proteínas
Los microarrays de proteínas y la espectrometría de masas de alto rendimiento pueden proporcionar una instantánea de las proteínas presentes en una muestra biológica. La bioinformática está muy comprometida en dar soporte a ambos procedimientos. La aproximación a los microarrays de proteínas encara similares problemas a los existentes para microarrays destinados a ARNm, mientras que para la espectrometría de masas el problema es casar grandes cantidades de datos de masa contra masas predichas por bases de datos de secuencias de proteínas, además del complicado análisis estadístico de muestras donde se detectan múltiples, pero incompletos, péptidos de cada proteína.

### Análisis de mutaciones en el cáncer
En el cáncer, los genomas de las células afectadas son reordenados en complejas y/o aún impredecibles maneras. Se realizan esfuerzos masivos de secuenciación para identificar sustituciones individuales de bases (o puntos de mutación de nucleótidos) todavía desconocidos en una variedad de genes en el cáncer. Los bioinformáticos continúan produciendo sistemas automatizados para gestionar el importante volumen de datos de secuencias obtenido, y crean nuevos algoritmos y software para comparar los resultados de secuenciación con la creciente colección de secuencias del genoma humano y de los polimorfismos de la línea germinal. Se están utilizando nuevas tecnologías de detección física, como los microarrays de oligonucleótidos para identificar pérdidas y ganancias cromosómicas (técnica denominada hibridación genómica comparativa), y los arrays de polimorfismos de nucleótido simple para detectar puntos de mutación conocidos. Estos métodos de detección miden simultáneamente bastantes cientos de miles de posiciones a lo largo del genoma, y cuando se usan con una alta productividad para analizar miles de muestras, generan terabytes de datos por experimento. De esta forma las masivas cantidades y nuevos tipos de datos proporcionan nuevas oportunidades para los bioinformáticos. A menudo se encuentra en los datos una considerable variabilidad, o ruido, por lo que métodos como el de los modelos ocultos de Márkov y el análisis de puntos de cambio están siendo desarrollados para inferir cambios reales en el número de copias de los genes (número de copias de un gen particular en el genotipo de un individuo, cuya magnitud puede ser elevada en células cancerígenas).
Otro tipo de datos que requiere novedosos desarrollos informáticos es el análisis de las lesiones encontradas de forma recurrente en buen número de tumores, principalmente por análisis automatizado de imagen clínica.

### Predicción de la estructura de las proteínas

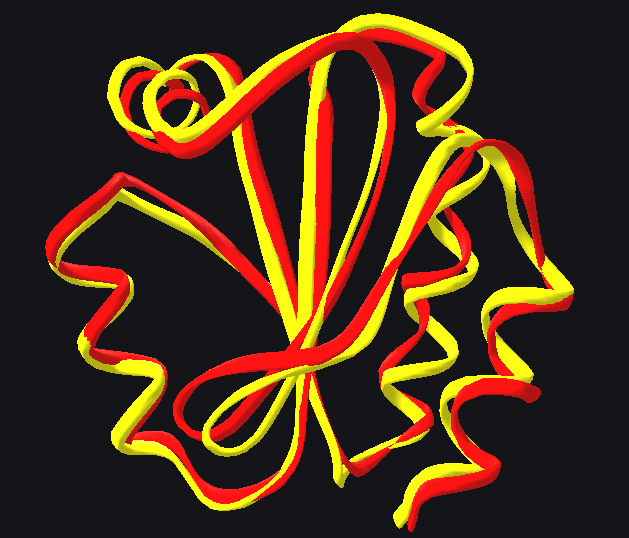
Alineamiento estructural de tiorredoxinas del ser humano y de la mosca Drosophila melanogaster. Las proteínas se muestran como cintas, con la proteína humana en rojo y la de la mosca en amarillo. Generado con PDB 3TRX y 1XWC.

La predicción de la estructura de las proteínas es otra importante aplicación de la bioinformática. La secuencia de aminoácidos de una proteína, también llamada estructura primaria, puede ser determinada fácilmente desde la secuencia de nucleótidos sobre el gen que la codifica. En la inmensa mayoría de los casos, esta estructura primaria determina únicamente una estructura de la proteína en su ambiente nativo. (Hay, por supuesto, excepciones, como la encefalopatía espongiforme bovina, o "mal de las vacas locas"; ver, también, prion.) El conocimiento de esta estructura es vital para entender la función de la proteína. En ausencia de mejores términos, la información estructural de las proteínas se clasifica usualmente como estructura secundaria, terciaria y cuaternaria. Una solución general viable para la predicción de tales estructuras permanece todavía como problema abierto. Por ahora, la mayoría de los esfuerzos han sido dirigidos hacia heurísticas que funcionan la mayoría de las veces.
Una de las ideas clave en bioinformática es la noción de homología. En la rama genómica de la bioinformática, se usa la homología para predecir la función de un gen: si la secuencia de gen A, cuya función es conocida, es homóloga a la secuencia de gen B, cuya función es desconocida, puede inferirse que B podría compartir la función de A. En la rama estructural de la bioinformática, la homología se usa para determinar qué partes de una proteína son importantes en la formación de la estructura y en la interacción con otras proteínas. En la técnica denominada modelado por homología, esta información se usa para predecir la estructura de una proteína una vez conocida la estructura de una proteína homóloga. Esta es, actualmente, la única vía para predecir estructuras de proteínas de una manera fiable.
Un ejemplo de lo anterior es la similar homología proteica entre la hemoglobina en humanos y la hemoglobina en las legumbres (leghemoglobina). Ambas sirven al mismo propósito de transportar oxígeno en el organismo. Aunque las dos tienen una secuencia de aminoácidos completamente diferente, sus estructuras son virtualmente idénticas, lo que refleja sus prácticamente idénticos propósitos.
Otras técnicas para predecir la estructura de las proteínas incluyen el enhebrado de proteínas (protein threading) y el modelado de novo (desde cero), basado en las características físicas y químicas.
Al respecto, pueden verse también motivo estructural (structural motif) y dominio estructural (structural domain).

### Genómica comparativa
El núcleo del análisis comparativo del genoma es el establecimiento de la correspondencia entre genes (análisis ortólogo) o entre otras características genómicas de diferentes organismos. Estos mapas intergenómicos son los que hacen posible rastrear los procesos evolutivos responsables de la divergencia entre dos genomas. Una multitud de eventos evolutivos actuando a diferentes niveles organizativos conforman la evolución del genoma. Al nivel más bajo, las mutaciones puntuales afectan a nucleótidos individuales. Al mayor nivel, amplios segmentos cromosómicos experimentan duplicación, transferencia horizontal, inversión, transposición, borrado e inserción. Finalmente, los genomas enteros están involucrados en procesos de hibridación, poliploidía y endosimbiosis, conduciendo a menudo a una súbita especiación.
La complejidad de la evolución del genoma plantea muchos desafíos excitantes a desarrolladores de modelos matemáticos y algoritmos, quienes deben recurrir a un espectro de técnicas algorítmicas, estadísticas y matemáticas que se extienden desde exactas, heurísticas, con parámetros fijados, y mediante algoritmos de aproximación para problemas basados en modelos de parsimonia, hasta algoritmos "Márkov Chain Monte Carlo" para análisis Bayesiano de problemas basados en modelos probabilísticos.
Muchos de estos estudios están basados en la detección de homología y la computación de familias de proteínas.

### Modelado de sistemas biológicos
La biología de sistemas implica el uso de simulaciones por ordenador de subsistemas celulares (tales como redes de metabolitos y enzimas que comprenden el metabolismo, caminos de transducción de señales, y redes de regulación genética), tanto para analizar como para visualizar las complejas conexiones de estos procesos celulares. La vida artificial o la evolución virtual tratan de entender los procesos evolutivos por medio de la simulación por ordenador de sencillas formas de vida (artificial).

### Análisis de imagen de alto rendimiento
Se están usando tecnologías de computación para acelerar o automatizar completamente el procesamiento, cuantificación y análisis de grandes cantidades de imágenes biomédicas con alto contenido en información. Los modernos sistemas de análisis de imagen incrementan la habilidad del observador para realizar análisis sobre un amplio o complejo conjunto de imágenes, mejorando la precisión, la objetividad (independencia de los resultados según el observador), o la rapidez. Un sistema de análisis totalmente desarrollado podría reemplazar completamente al observador. Aunque estos sistemas no son exclusivos del campo de las imágenes biomédicas, cada vez son más importantes tanto para el diagnóstico como para la investigación. Algunos ejemplos:
- Cuantificación y localización subcelular con alta productividad y precisión (high-content screening, citohistopatología).[133]
- Morfometría.[134]
- Análisis y visualización de imágenes clínicas.[135]
- Determinación de patrones en el flujo del aire en tiempo real de la respiración pulmonar de animales vivos.
- Cuantificación del tamaño de la oclusión a través de imágenes en tiempo real, tanto por desarrollo como por recuperación, de lesiones arteriales.[136]
- Realización de observaciones conductuales basadas en prolongadas grabaciones en vídeo de animales de laboratorio.
- Observaciones en infrarrojo (espectroscopia infrarroja) para la determinación de la actividad metabólica.[137]

### Acoplamiento proteína-proteína
En las últimas dos décadas, decenas de miles de estructuras tridimensionales de proteínas han sido determinadas por cristalografía de rayos X y espectroscopia mediante resonancia magnética nuclear de proteínas (RMN de proteínas). Una cuestión central para los científicos es si resulta viable la predicción de posibles interacciones proteína-proteína solamente basados en esas formas 3D, sin realizar experimentos identificativos de estas interacciones. Se han desarrollado una variedad de métodos para enfrentarse al problema del acoplamiento proteína-proteína, aunque parece que queda todavía mucho trabajo en este campo.

### Ontologías e integración de datos
Las ontologías biológicas son gráfos acíclicos dirigidos de vocabularios controlados/lenguajes des indización. Están diseñados para capturar conceptos y descripciones biológicas de una manera que se puede categorizar y analizar fácilmente con computadoras. Cuando se categoriza de esta manera, es posible obtener un valor agregado del análisis holístico e integrado.
El consorcio OBO Foundry fue un esfuerzo por estandarizar ciertas ontologías. Una de las más extendidas es la ontología génica que describe la función de los genes. También hay ontologías que describen fenotipos.

## Herramientas de software
Las herramientas de software para bioinformática van desde simples herramientas de línea de comandos hasta mucho más complejos programas gráficos y servicios web autónomos situados en compañías de bioinformática o instituciones públicas. La más conocida herramienta de biología computacional entre los biólogos es, probablemente, BLAST, un algoritmo para determinar la similitud de secuencias arbitrarias con otras secuencias, probablemente residentes en bases de datos de proteínas o de secuencias de ADN. El NCBI (National Center for Biotechnology Information, EE. UU.), por ejemplo, proporciona una implementación muy utilizada, basada en web, y que trabaja sobre sus bases de datos.
Para alineamientos múltiples de secuencias, el clásico ClustalW, actualmente en su versión 2, es el software de referencia. Puede trabajarse con una implementación del mismo en el EBI (Instituto Europeo de Bioinformática).
BLAST y ClustalW son solo dos ejemplos de los muchos programas de alineamiento de secuencias disponibles. Existe, por otra parte, multitud de software bioinformático con otros objetivos: alineamiento estructural de proteínas, predicción de genes y otros motivos, predicción de estructura de proteínas, predicción de acoplamiento proteína-proteína, o modelado de sistemas biológicos, entre otros. En Anexo:Software para alineamiento de secuencias y Anexo:Software para alineamiento estructural pueden encontrarse sendas relaciones de programas o servicios web adecuados para cada uno de estos dos objetivos en particular.

### Software libre en bioinformática
Muchas herramientas de software libre existen y continúan apareciendo desde los década de 1980s. La necesidad de nuevos algoritmos para el análisis the nuevos datos de origen biológico, en combinación con el potencial para experimentos innovadores in silico y la disponibilidad de repositorios gratuitos para software libre han ayudado a crear oportunidades para que grupos de investigación realicen aportes a la bioinformatica y al código libre disponible, independientemente de sus fuentes de financiamiento. Las herramientas de código abierto a menudo actúan como incubadoras de ideas, o como complemento en aplicaciones comerciales. Pueden también proveer estándares de facto y modelos o estructuras que aportan al desafío de la integración en bioinformática.
La Lista de software libre en bioinformatica incluye títulos como Bioconductor, BioPerl, Biopython, BioJava, BioJS, BioRuby, Bioclipse, EMBOSS, .NET Bio, Orange con sus agregados bioinformaticos, Apache Taverna, UGENE y GenoCAD. Para mantener esta tradición y crear nuevas oportunidades la organización sin fines de lucro Open Bioinformatics Foundation a patrocinado anualmente la Bioinformatics Open Source Conference (BOSC) desde el año 2000.
Un método alternativo para construir bases de datos públicas es usar el software para wikis MediaWiki con la extensión WikiOpener. Este sistema permite el acceso y actualización de la base de datos a todos los expertos en el campo.

### Servicios web en bioinformática
Se han desarrollado interfaces basadas en SOAP y en REST (Representational State Transfer, transferencia de estado representacional) para una amplia variedad de aplicaciones bioinformáticas, permitiendo que una aplicación, corriendo en un ordenador de cualquier parte del mundo, pueda usar algoritmos, datos y recursos de computación alojados en servidores en cualesquiera otras partes del planeta. Las principales ventajas radican en que el usuario final se despreocupa de actualizaciones y modificaciones en el software o en las bases de datos. Los servicios bioinformáticos básicos, de acuerdo a la clasificación implícita del EBI, solían clasificarse en:
- Servicios de obtención de información en línea (consultas a bases de datos, por ejemplo).
- Herramientas de análisis (por ejemplo, servicios que den acceso a EMBOSS).
- Búsquedas de similitudes entre secuencias (servicios de acceso a FASTA o BLAST, por ejemplo).
- Alineamientos múltiples de secuencias (acceso a ClustalW o T-Coffee).
- Análisis estructural (acceso a servicios de alineamiento estructural de proteínas, por ejemplo).
- Servicios de acceso a literatura especializada y ontologías.

Desde 2009 los servicios bioinformaticos básicos son clasificados por el EBI en tres categorías:
- similitudes entre secuencias (SSS)
- Alineamientos múltiples de secuencias (MSA)
- análisis de secuencia bioinformático (BSA)

La disponibilidad de estos servicios web basados en SOAP a través de sistemas tales como los servicios de registro, (servicios de distribución y descubrimiento de datos a través de servicios web) demuestra la aplicabilidad de soluciones bioinformáticas basadas en web. Estas herramientas varían desde una colección de herramientas autónomas con un formato de datos común, y bajo una única interfaz autónoma o basada en web, hasta sistemas integradores y extensibles para la gestión del flujo de trabajo bioinformático.

### Sistemas de gestión de flujo de trabajo de bioinformática
Un Sistema de gestión de flujo de trabajo de bioinformática es una forma especializada de Sistema de gestión de flujo de trabajo diseñado específicamente para componer y ejecutar una serie de pasos computacionales o de manipulación de datos, o un flujo de trabajo, en una aplicación de Bioinformática. Tales sistemas están diseñados para:
- Proporcionar un entorno fácil de usar para que los propios científicos de aplicaciones individuales creen sus propios flujos de trabajo.
- proporcionar herramientas interactivas para los científicos que les permitan ejecutar sus flujos de trabajo y ver sus resultados en tiempo real,
- simplificar el proceso de compartir y reutilizar flujos de trabajo entre los científicos
- permite a los científicos rastrear el origen de los resultados de la ejecución del flujo de trabajo y los pasos de creación del mismo.

Algunas de las plataformas que ofrecen este servicio: Galaxy, Kepler, Taverna, UGENE, Anduril, HIVE.

### "BioCompute" y "BioCompute Objects(BCO)"
En 2014, la Administración de Alimentos y Medicamentos de los EE. UU. Patrocinó una conferencia celebrada en los [Institutos Nacionales de la Salud] en el Campus de Bethesda para hablar sobre la reproducibilidad en bioinformática.
Durante los siguientes tres años (2014 - 2017), un consorcio de partes interesadas se reunió regularmente para discutir lo que se convertiría en el paradigma de BioCompute.
Estas partes interesadas incluían representantes del gobierno, la industria y entidades académicas. Los líderes de la sesión representaron a numerosas sucursales de los Institutos y Centros de la FDA y los NIH, entidades sin fines de lucro, como Proyecto Varioma Humano y Federación Europea de Informática Médica, e instituciones de investigación como Stanford, el New York Genome Center, y George Washington University.
Se decidió que el paradigma de BioCompute sería en forma de "cuadernos de laboratorio digitales" que permiten la reproducibilidad, replicación, revisión y reutilización de los protocolos de bioinformática. Esto se propuso para permitir una mayor continuidad dentro de un grupo de investigación en el transcurso del flujo de personal normal al mismo tiempo que se fomenta el intercambio de ideas entre grupos. La FDA de los EE. UU. Financió este trabajo para que la información sobre tuberías sea más transparente y accesible para su personal regulador.
En 2016, el grupo volvió a reunirse en el NIH en Bethesda y discutió el potencial de un BioCompute Object, una instancia del paradigma BioCompute. Este trabajo se copió como un documento de "uso de prueba estándar" y un manuscrito de preimpresión cargado en bioRxiv.
Los objetos BioCompute permiten que los registros se compartan entre empleados, colaboradores y reguladores.
Varios artículos recientes, publicados en revistas revisadas por pares, brindan valiosas recomendaciones para el diseño de cursos en bioinformatica.

### Proyectos de Software
- Bioinformatics software resources. Gilbert, D. Briefings in Bioinformatics, 2004 5(3):300-304. Recursos software para bioinformática.
- BioPerl
- BioPHP
- BioRuby
- BioPython
- BioJava
- BioLisp
- BioClipse
- Bioconductor

### Organizaciones
- Asociación Argentina de Bioinformática y Biología Computacional
- EMBnet: European Molecular Biology Network
- Instituto Nacional de Bioinformática
- Instituto Europeo de Bioinformática
- National Center for Biotechnology Information
- Fundación Bioinformática Abierta: organización "non-profit" para Bio* projects, Bioperl etc.
- Folding at home: Proyecto de computación distribuida para la comprensión del plegado de las proteínasArchivado el 8 de septiembre de 2012 en Wayback Machine.
- Bioinformatics.org

### Publicaciones especializadas
- Bioinformatics
- Algorithms in Molecular Biology
- BMC Bioinformatics
- Briefings in Bioinformatics
- Evolutionary Bioinformatics
- Genome Research
- The International Journal of Biostatistics
- Journal of Computational Biology
- Cancer Informatics Archivado el 18 de abril de 2016 en Wayback Machine.
- Journal of the Royal Society Interface
- Molecular Systems Biology
- PLoS Computational Biology
- Statistical Applications in Genetic and Molecular Biology
- Transactions on Computational Biology and Bioinformatics - IEEE/ACM
- International Journal of Bioinformatics Research and Applications
- EMBnet.News en EMBnet.org
- EMBnet.Journal en EMBnet.org

### Otros recursos en español
- Red Iberoamericana de Bioinformática Universidad de los Andes
- Bioinformáticos Noticias sobre bioinformática para el área latinoamericana
- Curso de programación en Perl para bioinformáticos en línea Archivado el 28 de septiembre de 2010 en Wayback Machine. Plataforma de Bioinformática de la UAB

### Otros
- Human Genome Project Information: Bioinformatics Proyecto Genoma Humano y Bioinformática; reseñas, ahora históricas, de la bioinformática en el desarrollo del Proyecto Genoma Humano

- Datos: Q128570
- Multimedia: Bioinformatics / Q128570